# 제14회 부산국제어린이청소년영화제
제14회 부산국제어린이청소년영화제는 2019년 7월 9일에 열린 시상식이다.

## 수상 및 후보

### 마법의 필름 상
- 안경 - 몰리 다울러 수상
- 세상의 편견 - 에덴 퀸-테일러 수상
- 나만의 세계 - 야힘 보우젝 수상

### 파란하늘상
- 법없는 녀석들 - 고서현 수상
- 할머니의 전쟁 - 고명지 외 1명 수상
- 로봇을 피해 탈출하라 - 이장원 수상

### 넓은바다상
- 마스크 - 매안초등학교 영화제작부 수상
- 꽃 - 최무성 수상
- 채색 - 김태리 수상

### 맑은바람상
- 전학생 - 채호준 수상
- 산성용액 - 매안초등학교 영화제작부 수상
- 죽기 좋은 날 - 손정은 수상

### 관객인기 상
- 전학생 - 채호준 수상
- 마스크 - 매안초등학교 영화제작부 수상
- 이삿날 - 김재훈 수상

### 아시아타이업상
- 바람 - 이예승 수상

### 레디~액션! 12
- 우리 마을 이야기 - 포르투 루도테카스 협회 : EB 폰테 다 모우라 학교 4학년
- 나의 소중한 친구 - 섀넌 드류리
- 맥스 & 레일라 - 이졸드 아살
- 에밀리의 시간 - 라우라 벨리-테일러
- 안경 - 몰리 다울러
- 어린시절 - 김해봉명초등학교 영화제작부
- 마스크 - 매안초등학교 영화제작부
- 게임중독 - 박한솔
- 산성용액 - 매안초등학교 영화제작부
- 법없는 녀석들 - 고서현

### 레디~액션! 15
- 소문이 불러오는 것 - 미아 쉬머
- 난로 - 맥스 쇼함
- 거인과 달 - 맥스 쇼함
- 자존감 - 브렌단 에간
- 꽃 - 최무성
- 세상의 편견 - 에덴 퀸-테일러
- 할머니의 전쟁 - 고명지 외 1명
- 전학생 - 채호준
- 변함없이 기다리는 나무 - 가비 바니아
- 꽃들에게 들려준 이야기 - 가톨릭문화원 어린이영화제작 1기

### 레디~액션! 18
- 추억 - 애런 애티웰
- 사이버폭력 - 애런 애티웰
- 뮌스터의 반유대주의는 어떠한가? - 야니스 뵐레링
- 돌이킬 수 없는 - 웨이 텅 웡 외 1명
- 나만의 세계 - 야힘 보우젝
- 구원의 손길 - 칸 얄만
- 채색 - 김태리
- 로봇을 피해 탈출하라 - 이장원
- 남매의 집 - 남궁은수
- 을(乙) - 심승준
- 죽기 좋은 날 - 손정은
- 여성의 이면 - 샬레 카셰피
- 바람 - 이예승
- 의심 - 정환웅
- 사소한 일탈 - 변주영
- 미안해 - 외신-토마스 오 라그할라이
- 가장자리 - 채수민
- 이삿날 - 김재훈
- 우리들 - 지성은
- 슬리퍼 성애자 - 성다희

### 리본더비키
- 결심 - 챡 숨 입 외 1명
- 난 괜찮아 - 한나 타바퀘로 라구도스
- 도와줄게! - 칭 인 맥스 위엔 외 1명
- 지구 냉각화 - 툰클럽의 학생들
- 양치는 소년 세록 - 지바르 파라자데
- 'ABCD' - 안비타 구룽
- 색연필 전쟁 - 마리아 마리야노빅 외 1명
- 두 번째 살인 - 두안 부이 헨 티엔
- 모든 어린이는 평등하다 - 툰클럽 학생들
- 대안학교에서 #METOO - 실상사 작은학교 쌀밥먹고 팀
- 기타 선생님 - 리디아 할랜드
- 하늘고래 - 광명지역아동센터 권재은 외 9명
- 조와 제이드 - 에단 로스
- 웃음 - 머쉬뒬 알룸 비휘얀
- 우리의 세비야 - 레오 험프리 뉴먼
- 사라지다 - 메간 비디우
- 안개 앞에 서서 - 카라 세노프
- 바다의 품에서 - 포르투 루도테카스 협회:EB 폰테 다 모우라 학교 5학년
- 보사 - 아이타나 세라렛
- 바네사의 브이로그 - 케이드 드라이버
- 녹색의 방주 - 탄 힝 치엔
- 축제 가마의 여행 - 융 린 치엔
- 스완레이크 - 이세정
- 삼겹살 - 최성민
- 솔로몬의 반지 - 김형철
- 빙글빙글 - 전선민

### 야외극장-달빛별빛
- 터키 - 지미 헤이워드
- 똑딱똑딱 마법의 시계나라 - 미구엘 우리에가스

### 나를 찾아서
- 빌레 - 이나라 콜마네
- 부아의 계절 - 쁘림린 쁘아랏
- 끝없는 하루 - 알레시아 키에사
- 살람 - 클레어 파울러
- 그녀 - 모어 라카
- 털보 - 강물결
- 어른의 사이 - 마이 브릿 라 쿠르
- 스타더스트 - 알도 소텔로 라자로
- 쿠압 - 닐스 헤딩어
- 보보 - 안드레이 레학
- 바다의 꿈 - 사카리스 스토라
- 탕탕탕! - 세르게이 바시리브
- 어제 일은 모두 괜찮아 - 이성한
- 로미네 미용실 - 미샤 캄프
- 내 이름은 윌리엄 - 조너스 엘머
- 수네 vs 수네 - 존 홈버그
- 다니엘 - 마린 아틀란

### 너와 더불어
- 할머니의 안경 - 레자 아헤이
- 베카신! - 브뤼노 포달리데
- 늙은 개 - 최민호
- 행복의 호수 - 알리악세이 팔루얀
- 집으로 가는 길 - 하규빈
- 성장통 - 피게이레도 후이
- 살리마 - 마리 세실 루카스
- 빨간 사과 - 아나 호밧
- 블루베리가 좋아! - 알렉산드라 헤트메로바 외 1명
- 고슴도치의 집 - 에바 크비자노빅
- 빌리 - 마키 요시쿠라
- 로지 - 패디 브레스내치
- 추스킷 - 프리야 라마수반
- 웬디 2: 영원한 우정 - 올더디센 하노
- 북극에서의 한 해 - 사무엘 콜라데이
- 버려진 곳의 사람들 - 키아라 벨리니
- 87명의 아이들 - 아크텐 세이타블라예프
- 타이키와 브뤼노 - 미잠 데 위드
- 우리 도시의 어린왕자 - 탤가트 테메노브
- 동물원 - 콜린 맥클버
- 내 친구 퀴리 - 안드레이 하디바실레프

### 다름 안에서
- 8월의 우리들 - 마들리 라안
- 굿 하트 - 에브게니아 이르코바
- 몰렌베이크의 신들 - 리타 허타넨
- 컨테이너 - 김세인
- 오트말씨의 기묘한 목욕 - 니코 라다스
- 내가 늑대야? - 아미르 오우샹 모에인
- 일리야스의 축구화 - 압둘라 사힌
- 아빠의 부엌 - 케럴 야나크
- 별들은 속삭인다 - 여선화
- 비와 함께 사라지다 - 시니사 에르체고바크
- 어리석은 청춘 - 셀마 빌후넨
- 라피키, 친구 - 와누리 카히우
- 도주하는 아이 - 노라 핑스체이트
- 이스라엘의 아이들 - 가브리엘 볼코비치 외 1명
- 원 걸 - 로사 루소
- 깁스 - 야네케 반 헤이스
- 비텔로 - 도르테 벵슨
- 나는보리 - 김진유
- 고릴라와 슈퍼레이스 - 라스무스 A. 실버르센

### 경계를 넘어
- 오즈의 마법사 - 빅터 플레밍
- 키코리키: 시간여행 - 데니스 체르노프
- 구름이 싫어! - 주자나 추포바 외 1명
- 제3의 종 - 요르고스 조이스
- 꼬마 누레 - 애시쉬 판디
- 짹짹 - 잔나 비크맘베토바
- 망설이다 - 카타린 무디스트
- 하얀 까마귀 - 미란 미오식
- 프로그 도그 로그 - 자레드 D. 와이스
- 아기곰과 꿀벌 - 토미슬라브 그레그
- 시계 - 데미스 멘디스
- 사자 - 줄리아 오커
- 모피의 모험 - 데니스 차이
- 달팽이 화가 - 마누엘라 블라딕-마스트루코
- 나무늘보 - 줄리아 오커
- 기차역 - 조슬린 와트
- 기울여봐요 - 궈준밍
- 굿 나잇 - 마키코 난케
- 초콜릿 데이 - 야체크 피오트르 브와부트
- 자연의 반란 - 크리스토프 로이어 외 1명
- 여름의 아이들 - 그룬 랑나스도티르
- 세 번째 소원 - 빗 카라스
- 프린세스 구출작전 - 올레 말라므
- 질과 조이의 잠자는 시계 - 사아라 켄텔
- 슈퍼 선생님 - 마르틴 스미스
- 날아라 털뭉치 - 주나 테나
- 신밧드와 마법 양탄자 - 카르스텐 킬레리치

### 독일 포커스
- 프리도와 마법거울 - 마커스 H. 로젠뮐러
- 투명소녀 수 - 마커스 디에트리히
- 내게 가장 소중한 - 아드리안 고이깅어
- 진짜 악마로 사는 법 - 마르코 페트리
- 마법사의 제자 - 프랭크 스토예
- 산타클로스의 방문 - 크리스티안 베르너
- 사랑의 젤라또 - 다니엘라 옵
- 미아와 부엉이 - 콘스탄틴 뮐러
- 레나의 우주 - 알리사 젤너
- 내 친구 박쥐 - 마이트 슈미트

### 아시아 파노라마
- 한 해의 끝 - 양제
- 축구소년 아무리 - 아메르 살민 알 모리
- 작별 - 카라쉬 자니쇼프
- 형 - 치아 후엔 러
- 연변소년 - 웨이슈준
- 아쉬미나 - 데켈 베렌슨
- 비밀 편지 - 아니사 사비리
- 우리들의 집 - 알리셔 자디게로프
- 10루피에 4개 - 라훌 야다브
- 페라리 - 알리레자 다붓 네하드
- 노래하는 불불 - 리마 다스
- 파후나 - 파키 A.타이레발라